# Antípato
Antípato (em grego: ἀνθύπατος) é a tradução em grego do título latino procônsul. Na língua grega, foi usado para designar este ofício em Roma e no início do período bizantino, sobrevivendo como um ofício administrativo até o século IX. A partir daí, estendendo ao século XI, tornou-se uma dignidade para cortesões bizantinos. De acordo com o Cletorológio e Filoteu, escrito em 899, a insígnia do ofício do antípato foram tabuletas inscritas roxas. Sua aquisição significou a elevação do destinatário para o ofício.

## História
No Império Romano Tardio e Império Bizantino Inicial, o título antípato foi assumido pelos governantes de algumas províncias especiais (Ásia, África, Acaia e também Constantinopla entre 330-359) até o século VII, quando o sistema administrativo do período romano tardio foi substituído pelas temas.
O título foi utilizado no contexto da estrutura temática: os temáticos "eparcas e procônsules" (eparchoi kai anthypatoi) ainda estavam em evidência na Ásia Menor até o início do século IX, funcionando como governadores civis, possivelmente sob a autoridade do prefeito pretoriano de Constantinopla. Neste ponto, o termo também começou a ser usado como uma categoria e dignidade, em vez de um ofício: Teófanes, o Confessor registra que o imperador Teófilo (r. 829–842) honrou Aleixo Mosele, o marido de sua filha Maria, como "patrício e antípato'", elevando-o acima dos patrícios comuns. Esta mudança coincidiu com a abolição dos últimos vestígios do velho sistema romano, tendo os antípatos provinciais sido substituídos na função de governadores civis pelos estrategos dos temas, e no seu papel como supervisor das provisões do exército e assuntos financeiros, pelos muito menos prestigiados protoespatários.
Assim, a partir da última parte do reinado do imperador Miguel III, o Ébrio (r. 842–867), o termo tornou-se um dignidade regular destinada aos "barbudos" (ou seja, não-eunucos), constituindo uma classe acima dos patrícios. O título completo antípato e patrício (anthypatos kai patrikios) foi assim conferido a vários altos funcionários administrativos e militares ao longo dos séculos X e XI. No século XI, há também evidências de um protantípato (em grego: πρωτανθύπατος; romaniz.: protanthypatos; "primeiro antípato"), e um ocorrência singular de um disantípato (em grego: δισανθύπατος; romaniz.: disanthypatos; "duas vezes antípato"). Todas estas dignidades desapareceram, no entanto, no início do século XII.